# Dopage aux Jeux olympiques
Le dopage aux Jeux olympiques concerne l'utilisation de drogues améliorant la performance par des sportifs participant aux Jeux olympiques d'hiver et d'été. Du fait des nombreuses rumeurs visant certains athlètes sur des soupçons de dopages, le Comité international olympique (CIO) a décidé, en 1967, d'interdire l'utilisation de drogues améliorant la performance dans la compétition olympique. Lors des Jeux olympiques d'été de 1968, le CIO officialise les contrôles antidopage et oblige les femmes à se soumettre à des tests de féminité. En 1989, le CIO met en place les contrôles inopinés.

## Histoire

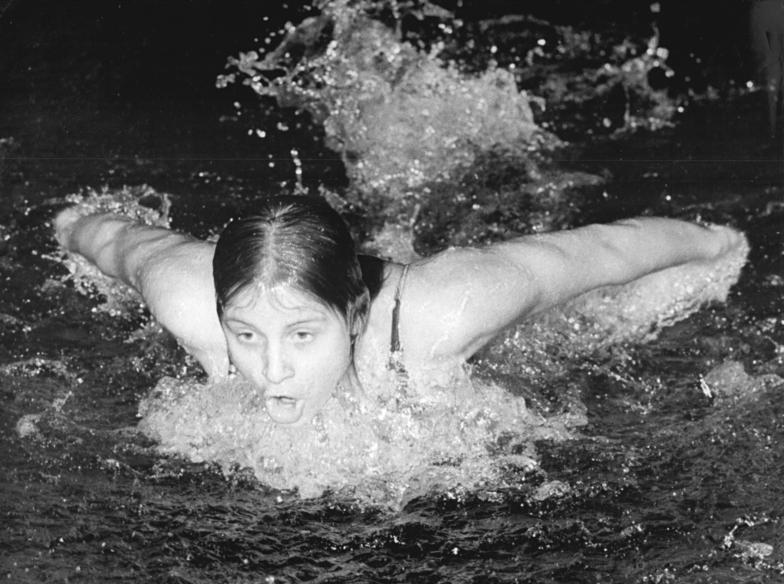
Kornelia Ender, quadruple championne olympique en 1976, reconnait avoir reçu de nombreuses injections.

Les origines remontent aux Jeux olympiques antiques où les Olympiens auraient mangé de la viande de lézard préparée d'une manière spéciale, dans l'espoir d'avoir un avantage athlétique. Dans les Jeux olympiques antiques, l'alcool était prohibé. Un juge placé à l'entrée des stades reniflait l'haleine des compétiteurs.
La première utilisation documentée de drogues pour améliorer la performance d'un athlète est le vainqueur du marathon olympique en 1904, Thomas Hicks qui s'est injecté de la strychnine.
Le dopage apparaît sous forme de stéroïdes anabolisants à partir de 1964 et provoque une importante amélioration générale des résultats. Ce recours aux pratiques dopantes n'est pas encore interdit en 1964. Il est généralisé tant aux États-Unis que dans les pays du bloc communiste.
Le premier athlète olympique contrôlé positif pour utilisation de drogues améliorant la performance est Hans-Gunnar Liljenwall, un athlète suédois pratiquant le Pentathlon moderne. Lors des Jeux olympiques d'été de 1968, il perd sa médaille de bronze pour consommation d'alcool. Il est le seul athlète à être contrôlé positif pour une substance interdite aux Olympiques de 1968.
Le cas le plus connu d'usage de drogues est le vaste programme de dopage des athlètes en Allemagne de l’Est de 1970 à 1980. Les nageuses est-allemandes établissent une hégémonie sur les podiums et s'approprient bon nombre de records du monde. Malgré les soupçons et les accusations, il faut attendre les années 1990 et la chute du communisme à l'Est pour assister à des révélations et le début d'une enquête de grande envergure lancée par le gouvernement allemand.
En 1990, des documents ont été rendus public, établissant que les nageuses est-allemandes subissaient des injections régulières de testostérone. Ainsi, quelques nageuses ont avoué les pratiques de dopage (comme Petra Schneider, ou Ute Geweniger), d'autres ont entamé des poursuites judiciaires pour obtenir des dédommagements à cause des problèmes de santé provoqués par les effets secondaires du dopage. Ces grands procès s'ouvrent à partir de 1998, au cours desquels sont jugés entraîneurs et responsables du sport est-allemand de l'époque. Malgré les condamnations judiciaires, les médailles n'ont pas été annulées.
En 1991, les experts de la lutte antidopage, Brigitte Berendonk et Werner Franke eurent accès à plusieurs travaux des chercheurs est-allemands. À l'aide de ces documents, ils purent établir les pratiques de dopage de nombreux sportifs est-allemands dont Jürgen Schult. Celui-ci aurait reçu de hautes doses d'Oral-Turinabol de 1981 à 1984.
Dès 1994, le quotidien allemand Berliner Zeitung révèle dans ses colonnes, par le biais de Werner Franke, professeur en biochimie chargé de l'enquête sur les archives de la Stasi, que les nageurs est-allemands engagés dans les compétitions internationales étaient tous dopés. Ainsi, les analyses urinaires de Kristin Otto, sextuple championne olympique aux Jeux de Séoul en 1988, révèlent des taux supérieurs à trois fois la limite d'un test positif selon le magazine américain Swimming World.
En 2015, la révélation d'un système de dopage par deux lanceurs d'alerte russes en fuite aux États-Unis conduit à la suspension de la Fédération russe d'athlétisme pour les Jeux olympiques de 2016 à Rio, bien qu'aucun athlète n'ait été contrôlé positif (notamment aux Jeux olympiques de 2014 à Sotchi, où ils étaient dopés selon les révélations des lanceurs d'alerte). La fédération kényane est également visée.

## Réponse

Logo de l'agence

Durant les années 1970, les tests en dehors des compétitions sont intensifiés, car ils dissuadent les athlètes d'utiliser des produits dopants. Le problème des tests effectués à cette époque est le manque de standardisation des procédures, qui porte atteinte à leur crédibilité. Il faut attendre la fin des années 1980 pour que les fédérations sportives internationales commencent à coordonner leurs efforts pour standardiser les protocoles de dépistage des produits dopants.
Le CIO prend les devants dans la lutte contre les stéroïdes lorsqu'il crée une Agence mondiale antidopage (AMA) indépendante en novembre 1999,. Cette lutte antidopage se ressent dès les Jeux olympiques d'été de 2000 et Jeux olympiques d'hiver de 2002 où alors que les Jeux ne sont pas encore terminés, plusieurs médaillés en haltérophilie et au ski de fond furent disqualifiés car ils avaient échoué à un test antidopage.
Pendant les Jeux olympiques d'été de 2012, plus de 6 000 contrôles ont été effectués. Les contrôles d'urines tests sanguins ont été utilisés dans un effort coordonné pour détecter les substances interdites et les récentes transfusions sanguines. Avant même le début des Jeux de Londres, 107 athlètes furent écartés.

## Jeux olympiques d'été
Ce qui suit est une liste de tous les athlètes ayant été contrôlés positifs à une substance interdite peu avant, pendant ou après les Jeux olympiques dans lesquelles ils ont concouru. Des médailles énumérées ont été révoquées par le Comité international olympique. En 1967, le CIO a interdit l'utilisation de drogues améliorant la performance, et a institué une commission médicale. Une liste des substances interdites a été créée.

### JO de 1968 à Mexico
Pour la première fois, le Comité international olympique décide d'instituer des contrôles antidopage lors des Jeux olympiques. C'est ainsi que quotidiennement, dans cinq compétitions, cinquante tests sont effectués, notamment des prélèvements urinaires des six premiers de chaque épreuve individuelle. Au total, 667 athlètes seront contrôlés et un seul cas de dopage sera avéré, celui du pentathlonien suédois Hans-Gunnar Liljenwall pour lequel des traces d'alcool furent découvertes dans son sang.
| Nom                    | Pays  | Sport              | Substance bannie | Médailles retirées |
| ---------------------- | ----- | ------------------ | ---------------- | ------------------ |
| Hans-Gunnar Liljenwall | Suède | Pentathlon moderne | Éthanol          | (équipe)           |

### JO de 1972 à Munich
6 cas de dopages furent décelés à l'occasion de ces jeux de Munich.
| Nom                  | Pays       | Sport         | Substance bannie   | Médailles retirées              |
| -------------------- | ---------- | ------------- | ------------------ | ------------------------------- |
| Bakaava Buidaa       | Mongolie   | Judo          | Méthandrosténolone | (63 kg)                         |
| Rick DeMont          | États-Unis | Natation      | Épinéphrine        | (400 m nage libre homme)        |
| Jaime Huélamo        | Espagne    | Cyclisme      | Nicéthamide        | (course sur route individuelle) |
| Walter Legel         | Autriche   | Haltérophilie | Amphétamine        |                                 |
| Mohammad Reza Nasehi | Iran       | Haltérophilie | Épinéphrine        |                                 |
| Aad van den Hoek     | Pays-Bas   | Cyclisme      | Coramine           | (100 km course d'équipe)        |

### JO de 1976 à Montréal
11 cas de dopages furent décelés à l'occasion de ces jeux de Montréal.
| Nom                | Pays            | Sport         | Substance bannie     | Médailles retirées |
| ------------------ | --------------- | ------------- | -------------------- | ------------------ |
| Blagoy Blagoev     | Bulgarie        | Haltérophilie | Stéroïde anabolisant | (82,5 kg)          |
| Mark Cameron       | États-Unis      | Haltérophilie | Stéroïde anabolisant |                    |
| Paul Cerutti       | Monaco          | Tir           | Amphétamine          |                    |
| Dragomir Ciorosian | Roumanie        | Haltérophilie | Fencanfamine         |                    |
| Philippe Grippaldi | États-Unis      | Haltérophilie | Stéroïde anabolisant |                    |
| Zbigniew Kaczmarek | Pologne         | Haltérophilie | Stéroïde anabolisant | (67,5 kg)          |
| Valentin Hristov   | Bulgarie        | Haltérophilie | Stéroïde anabolisant | (100 kg)           |
| Lorne Liebel       | Canada          | Voile         | Phénylpropanolamine  |                    |
| Arne Norrback      | Suède           | Haltérophilie | Stéroïde anabolisant |                    |
| Peter Pavlasek     | Tchécoslovaquie | Haltérophilie | Stéroïde anabolisant |                    |
| Danuta Rosani      | Pologne         | Athlétisme    | Stéroïde anabolisant |                    |

### JO de 1980 à Moscou
Aucun athlète ne fut contrôlé positif à l'occasion de ces Jeux de Moscou, qualifiés alors des « plus purs » et des premiers sans dopages, mais il a été affirmé que des athlètes ont commencé à utiliser de la testostérone et d'autres médicaments pour lesquels des tests n'avaient pas été encore développés. Les jeux olympiques de Moscou de 1980 ont été qualifiés de Jeux olympiques de toxicos ou des Jeux olympiques de chimistes par un rapport de 1989 du comité du sénat australien qui a affirmé : « Il n'y a guère de médaillés aux Jeux de Moscou et certainement pas un médaillé d'or, qui ne soient pas sous une sorte de substance ou une autre : Les JO de Moscou auraient pu être appelés les Jeux des pharmaciens »,.

### JO de 1984 à Los Angeles
12 cas de dopages furent décelés à l'occasion de ces Jeux de Los Angeles.
Le cycliste américain Patrick McDonough a admis plus tard un « dopage sanguin » aux Jeux de 1984 à Los Angeles. Après les jeux, il a été révélé que le tiers de l'équipe cycliste américaine avait reçu des transfusions sanguines avant les Jeux, où ils ont remporté neuf médailles. Le « dopage sanguin » a été interdit par le CIO en 1985, mais aucun test existait pour elle à l'époque.
| Nom                      | Pays     | Sport         | Substance bannie | Médailles retirées |
| ------------------------ | -------- | ------------- | ---------------- | ------------------ |
| Serafim Grammatikopoulos | Grèce    | Haltérophilie | Nandrolone       |                    |
| Vésteinn Hafsteinsson    | Islande  | Athlétisme    | Nandrolone       |                    |
| Tomas Johansson          | Suède    | Lutte         | Méténolone       | (Super-lourd)      |
| Stefan Laggner           | Autriche | Haltérophilie | Nandrolone       |                    |
| Göran Petersson          | Suède    | Haltérophilie | Nandrolone       |                    |
| Eiji Shimomura           | Japon    | Volley-ball   | Testostérone     |                    |
| Mikiyasu Tanaka          | Japon    | Volley-ball   | Épinéphrine      |                    |
| Ahmed Tarbi              | Algérie  | Haltérophilie | Nandrolone       |                    |
| Mahmud Tarha             | Liban    | Haltérophilie | Nandrolone       |                    |
| Giampaolo Urlando        | Italie   | Athlétisme    | Testostérone     |                    |
| Martti Vainio            | Finlande | Athlétisme    | Méténolone       | (10 000 m)         |
| Ánna Veroúli             | Grèce    | Athlétisme    | Nandrolone       |                    |

### JO de 1988 à Séoul
10 cas de dopages furent décelés à l'occasion de ces jeux de Séoul. Le cas le plus retentissant fut celui du sprinteur canadien Ben Johnson qui en finale de la compétition pulvérisa le record du 100 mètres en 9.79 secondes. Après des analyses sanguines, il est contrôlé positif au stanozolol, un stéroïde anabolisant. Il est suspendu pour deux années, et sera radié à vie après une seconde affaire de dopage en 1993.
| Nom                   | Pays            | Sport         | Substance bannie | Médailles retirées |
| --------------------- | --------------- | ------------- | ---------------- | ------------------ |
| Alidad                | Afghanistan     | Lutte         | Furosémide       |                    |
| Kerrith Brown         | Grande-Bretagne | Judo          | Furosémide       |                    |
| Kalman Csengeri       | Hongrie         | Haltérophilie | Stanozolol       |                    |
| Mitko Grablev         | Bulgarie        | Haltérophilie | Furosémide       | (56 kg)            |
| Angel Guenchev        | Bulgarie        | Haltérophilie | Furosémide       | (67,5 kg)          |
| Ben Johnson           | Canada          | Athlétisme    | Stanozolol       | (100 mètres)       |
| Fernando Mariaca (en) | Espagne         | Haltérophilie | Pémoline         |                    |
| Jorge Quesada         | Espagne         | Pentathlon    | Propranolol      |                    |
| Andor Szanyi          | Hongrie         | Haltérophilie | Stanozolol       | (100 kg)           |
| Alexander Watson      | Australie       | Pentathlon    | Caféine          |                    |

### JO de 1992 à Barcelone
5 cas de dopages furent décelés à l'occasion de ces Jeux de Barcelone.
| Nom                   | Pays           | Sport       | Substance bannie    | Médailles retirées |
| --------------------- | -------------- | ----------- | ------------------- | ------------------ |
| Madina Biktagirova    | Équipe unifiée | Athlétisme  | Phénylpropanolamine |                    |
| Wu Dan (en)           | Chine          | Volley-ball | Strychnine          |                    |
| Bonnie Dasse (en)     | États-Unis     | Athlétisme  | Clenbutérol         |                    |
| Jud Logan (en)        | États-Unis     | Athlétisme  | Clenbutérol         |                    |
| Nijolė Medvedeva (en) | Lituanie       | Athlétisme  | Meziocarde          |                    |

### JO de 1996 à Atlanta
2 cas de dopages furent décelés à l'occasion de ces Jeux d'Atlanta.
| Nom                       | Pays     | Sport      | Substance bannie   | Médailles retirées |
| ------------------------- | -------- | ---------- | ------------------ | ------------------ |
| Iva Prandzheva            | Bulgarie | Athlétisme | Méthandrosténolone |                    |
| Natalya Shekhodanova (en) | Russie   | Athlétisme | Stanozolol         |                    |

### JO de 2000 à Sydney
C'est en 2004 que l'affaire concernant l'athlète la plus titrée de sa discipline éclate. Marion Jones, une sprinteuse américaine reconnaît avoir pris des stéroïdes au moins à partir de 1999. Des aveux qui lui coûtent 5 médailles olympiques.
13 cas de dopages furent décelés à l'occasion de ces jeux de Sydney.
| Nom                       | Pays       | Sport         | Substance bannie             | Médailles retirées |
| ------------------------- | ---------- | ------------- | ---------------------------- | --- |
| Fritz Aanes               | Norvège    | Lutte         | Nandrolone                   | |
| Ashot Danielyan           | Arménie    | Haltérophilie | Stanozolol                   | (+105 kg) |
| Izabela Dragneva          | Bulgarie   | Haltérophilie | Furosémide                   | (48 kg) |
| Stian Grimseth            | Norvège    | Haltérophilie | Nandrolone                   | |
| Ivan Ivanov               | Bulgarie   | Haltérophilie | Furosémide                   | (56 kg) |
| Marion Jones              | États-Unis | Athlétisme    | EPO et stéroïde              | (100 mètres femmes), (200 mètres femmes), · (relais 4 × 400 mètres femmes), (saut en longueur), · (relais 4 × 100 mètres femmes) |
| Alexander Leipold         | Allemagne  | Lutte         | Nandrolone                   | (76 kg) |
| Sevdalin Minchev          | Bulgarie   | Haltérophilie | Furosémide                   | (62 kg) |
| Antonio Pettigrew         | États-Unis | Athlétisme    | EPO et Hormone de croissance | (relais 4 × 400 mètres) |
| Oyuunbilegiin Pürevbaatar | Mongolie   | Lutte         | Furosémide                   | |
| Andreea Răducan           | Roumanie   | Gymnastiques  | Pseudoéphédrine              | (concours général individuel) |
| Andris Reinholds          | Lettonie   | Aviron        | Nandrolone                   | |
| Jerome Young              | États-Unis | Athlétisme    | Nandrolone                   | (relais 4 × 400 mètres) |

### JO de 2004 à Athènes
Grâce à l'intensification et l'amélioration des contrôles, 3 600 contrôles ont été effectués. 33 athlètes furent convaincus de dopage durant ces jeux d'Athènes. La multiplication des contrôles fut mise en place durant les mois précédant le début des compétitions. Des participants potentiels furent testés positif à l'image de l'ex-champion du monde de cyclisme Oscar Camenzind ou du sprinter américain Jerome Young alors qu'éclata aux États-Unis le scandale de dopage organisé du laboratoire Balco.
| Nom                       | Pays         | Sport         | Substance bannie               | Médailles retirées            |
| ------------------------- | ------------ | ------------- | ------------------------------ | ----------------------------- |
| Wafa Ammouri              | Maroc        | Haltérophilie | Stéroïde anabolisant           |                               |
| Adrián Annus              | Hongrie      | Athlétisme    | Falsifie les résultats du test | (lancer du marteau)           |
| Ludger Beerbaum           | Allemagne    | Équitation    | Bétaméthasone (sur son cheval) | (saut par équipe)             |
| Yuriy Bilonoh             | Ukraine      | Athlétisme    | Oxandrolone                    | (lancer du poids)             |
| Andrew Brack              | Grèce        | Baseball      | Stanozolol                     |                               |
| Viktor Chislean           | Moldavie     | Haltérophilie | Stéroïde anabolisant           |                               |
| Crystal Cox               | États-Unis   | Athlétisme    | Stéroïde anabolisant           | (relais 4x400 m femmes)       |
| Róbert Fazekas            | Hongrie      | Athlétisme    | Refus lors du test d'urine     | (lancer du disque)            |
| Mabel Fonseca             | Porto Rico   | Lutte         | Stanozolol                     |                               |
| Anton Galkin              | Russie       | Athlétisme    | Stanozolol                     |                               |
| Ferenc Gyurkovics         | Hongrie      | Haltérophilie | Oxanfrolone                    | (105 kg)                      |
| Tyler Hamilton            | États-Unis   | Cyclisme      | Transfusion sanguine           | (contre-la-montre)            |
| Zoltan Kecskes            | Hongrie      | Haltérophilie | Stéroïde anabolisant           |                               |
| Albina Khomic             | Russie       | Haltérophilie | Testostérone                   |                               |
| Aye Khine Nan             | Birmanie     | Haltérophilie | Stéroïde anabolisant           |                               |
| Irina Korzhanenko         | Russie       | Athlétisme    | Stanozolol                     | (lancer du poids)             |
| Zoltán Kovács             | Hongrie      | Haltérophilie | Stéroïde anabolisant           |                               |
| Svetlana Krivelyova       | Russie       | Athlétisme    | Oxandrolone                    | (lancer du poids)             |
| Pratima Kumari Na         | Inde         | Haltérophilie | Stéroïde anabolisant           |                               |
| Aleksey Lesnichiy         | Biélorussie  | Athlétisme    | Clenbutérol                    |                               |
| David Munyasia            | Kenya        | Boxe          | Cathine                        |                               |
| Derek Nicholson           | Grèce        | Baseball      | Diurétique                     |                               |
| Cian O'Connor             | Irlande      | Équitation    | Neuroleptique (sur son cheval) | (saut d'obstacles individuel) |
| Olena Olefirenko          | Ukraine      | Aviron        | Ethamivan                      | Médaille de bronze            |
| Oleg Perepetchenov        | Russie       | Haltérophilie | Clenbutérol                    | (62 kg)                       |
| Leonidas Sampanis         | Grèce        | Haltérophilie | Testostérone                   | (62 kg)                       |
| Thinbaijam Sanamcha Chanu | Inde         | Haltérophilie | Furosémide                     |                               |
| Mital Sharipov            | Kirghizistan | Haltérophilie | Furosémide                     |                               |
| Olga Shchukina            | Ouzbékistan  | Athlétisme    | Clenbutérol                    |                               |
| Sahbaz Sule               | Turquie      | Haltérophilie | Stéroïde anabolisant           |                               |
| Ekateríni Thánou          | Grèce        | Athlétisme    | Absent aux tests               |                               |
| Ivan Tsikhan              | Biélorussie  | Athlétisme    | Méthandrosténolone             | (lancer du marteau masculin)  |
| Iryna Yatchanka           | Biélorussie  | Athlétisme    | Méthandrosténolone             | (lancer du disque féminin)    |

### JO de 2008 à Pékin
"Tolérance zéro pour le dopage" a été adopté comme slogan officiel des Jeux Olympiques de Pékin. Un certain nombre d'athlètes ont déjà été éliminé avant même le début des compétitions.
Il y a eu 4 770 contrôles effectués avec au moins 650 tests de détection de l’EPO (dans les urines) et 400 de détection d’hormone de croissance.
Il est possible que d'autres tests positifs soit trouvés bien plus tard car tous les échantillons prélevés sont congelés pendant huit ans et peuvent, par la suite, faire l’objet d’autres analyses selon des technologies encore plus poussées.
| Nom                  | Pays          | Sport         | Substance bannie                    | Médailles retirées                                |
| -------------------- | ------------- | ------------- | ----------------------------------- | ------------------------------------------------- |
| Christian Ahlmann    | Allemagne     | Équitation    | Capsaïcine                          |                                                   |
| Bernardo Alves       | Brésil        | Équitation    | Capsaïcine                          |                                                   |
| Lyudmyla Blonska     | Ukraine       | Athlétisme    | Stéroïde anabolisant                | (heptathlon)                                      |
| Faní Halkiá          | Grèce         | Athlétisme    | Stéroïde anabolisant                |                                                   |
| Tony André Hansen    | Norvège       | Équitation    | Capsaïcine                          | Médaille de bronze                                |
| Kim Jong-su          | Corée du Nord | Tir           | Propranolol                         | (tir au pistolet à 10 m), (pistolet libre à 50 m) |
| Courtney King        | États-Unis    | Équitation    | Anti-inflammatoire non stéroïdien   |                                                   |
| Denis Lynch          | Irlande       | Équitation    | Capsaïcine                          |                                                   |
| María Isabel Moreno  | Espagne       | Cyclisme      | EPO                                 |                                                   |
| Vanja Perisic        | Croatie       | Athlétisme    | CERA                                |                                                   |
| Rodrigo Pessoa       | Brésil        | Équitation    | Nonivamide (contrôlé sur le cheval) |                                                   |
| Rachid Ramzi         | Bahreïn       | Athlétisme    | CERA                                | (1 500 m hommes)                                  |
| Igor Razoronov       | Ukraine       | Haltérophilie | Nandrolone                          |                                                   |
| Davide Rebellin      | Italie        | Cyclisme      | CERA                                | (course sur route)                                |
| Stefan Schumacher    | Allemagne     | Cyclisme      | CERA                                |                                                   |
| Adam Seroczyński     | Pologne       | Canoë-kayak   | Clenbutérol                         |                                                   |
| Do Thi Ngan Thuong   | Viêt Nam      | Gymnastique   | Furosémide                          |                                                   |
| Athanasía Tsoumeléka | Grèce         | Athlétisme    | CERA                                |                                                   |

### JO de 2012 à Londres
Il a été annoncé avant le début de ces JO qu'un laboratoire géant analysera plus de 6250 échantillons en 17 jours. Plus de la moitié des athlètes ont été contrôlés lors de ces jeux.
Le chef de l'Agence mondiale antidopage (AMA), John Fahey a annoncé, le 24 juillet 2012, que 107 athlètes ont été écartés des JO avant même le début de la compétition.
| Nom                   | Pays        | Sport         | Substance bannie                      | Médailles retirées  |
| --------------------- | ----------- | ------------- | ------------------------------------- | ------------------- |
| Ghofrane Mohamed      | Syrie       | Athlétisme    | Méthylhexaneamine                     |                     |
| Hassan Hirt           | France      | Athlétisme    | EPO                                   |                     |
| Amine Laâlou          | Maroc       | Athlétisme    | Furosémide                            |                     |
| Marina Nichișenco     | Moldavie    | Athlétisme    | Furosémide                            |                     |
| Natalia Artyk         | Moldavie    | Athlétisme    | Furosémide                            |                     |
| Nadzeya Astapchuk     | Biélorussie | Athlétisme    | Méténolone                            | (lancer du poids)   |
| Dmitriy Starodubtsev  | Russie      | Athlétisme    | Turinabol                             |                     |
| Diego Palomeque       | Colombie    | Athlétisme    | Testostérone                          |                     |
| Yuliya Zaripova       | Russie      | Athlétisme    | Turinabol                             | (3 000 m steeple)   |
| Darya Pishchalnikova  | Russie      | Athlétisme    | Oxandrolone                           | (lancer du disque)  |
| Marharyta Tverdokhlib | Ukraine     | Athlétisme    | Turinabol et stanozolol               |                     |
| Kirill Ikonnikov      | Russie      | Athlétisme    | Turinabol                             |                     |
| Alex Schwazer         | Italie      | Athlétisme    | EPO                                   |                     |
| Liliya Shobukhova     | Russie      | Athéltisme    | Anomalie sur le passeport biologique. |                     |
| Igor Erokhin          | Russie      | Athlétisme    | Anomalie sur le passeport biologique. |                     |
| Lyudmyla Yosypenko    | Ukraine     | Athlétisme    | Anomalie sur le passeport biologique. |                     |
| Tyson Gay             | États-Unis  | Athlétisme    | Stéroïde anabolisant.                 |                     |
| Tyson Gay             | États-Unis  | Athlétisme    | Stéroïde anabolisant.                 | (relais 4 × 100 m)  |
| Aleksandr Dryhol      | Ukraine     | Athlétisme    | Turinabol                             |                     |
| Kissya Cataldo        | Brésil      | Aviron        | EPO                                   |                     |
| Victoria Baranova     | Russie      | Cyclisme      | Testostérone                          |                     |
| Luiza Galiulina       | Ouzbékistan | Gymnastique   | Furosémide                            |                     |
| Anatoli Cîrîcu        | Moldavie    | Haltérophilie | Turinabol                             | (moins de 94 kg)    |
| Cristina Iovu         | Moldavie    | Haltérophilie | Turinabol                             | (moins de 53 kg)    |
| Yauheni Zharnasek     | Biélorussie | Haltérophilie | Turinabol, oxandronol et stanozolol   |                     |
| Almas Uteshov         | Kazakhstan  | Haltérophilie | Turinabol et stanozolol               |                     |
| Andrey Demanov        | Russie      | Haltérophilie | Turinabol                             |                     |
| Aleksandr Ivanov      | Russie      | Haltérophilie | Turinabol et tamoxifène               | (moins de 94 kg)    |
| Hysen Pulaku          | Albanie     | Haltérophilie | Stanozolol                            |                     |
| Dzina Sazanavets      | Biélorussie | Haltérophilie | Drostanolone et stanozolol            |                     |
| Maryna Shkermankova   | Biélorussie | Haltérophilie | Turinabol et Stanozolol               | (moins de 69 kg)    |
| Rauli Tsirekidze      | Géorgie     | Haltérophilie | Turinabol et stanozolol               |                     |
| Svetlana Podobedova   | Kazakhstan  | Haltérophilie | stanozolol                            | (moins de 75 kg)    |
| Natalia Zabolotnaya   | Russie      | Haltérophilie | Turinabol                             | (moins de 75 kg)    |
| Iryna Kulesha         | Biélorussie | Haltérophilie | Turinabol                             | (moins de 75 kg)    |
| Zulfiya Chinshanlo    | Kazakhstan  | Haltérophilie | Oxandronol et stanozolol              | (moins de 53 kg)    |
| Maiya Maneza          | Kazakhstan  | Haltérophilie | Stanozolol                            | (moins de 63 kg)    |
| Hripsime Khurshudyan  | Arménie     | Haltérophilie | Turinabol et stanozolol               | (plus de 75 kg)     |
| Nicholas Delpopolo    | États-Unis  | Judo          | Cannabis                              |                     |
| Soslan Tigiyev        | Ouzbékistan | Lutte         | Méthylhexaneamine                     | (lutte libre 74 kg) |

### JO de 2016 à Rio
Les jeux de Rio ont surtout été marqués par les annonces de cas positifs… à ceux de Pékin et Londres. À la suite d'accusations de dopage organisé dans le milieu du sport russe, l'Agence mondiale antidopage appelle à l'exclusion de la Russie des jeux olympiques. Le 24 juillet 2016, Le CIO décide de ne prendre aucune mesure générale et de laisser ce choix aux différentes fédérations sportives internationales. La Fédération russe d'athlétisme étant suspendue par la Fédération internationale pour dopage, seules deux athlètes russes sont initialement autorisées à concourir comme indépendantes, Darya Klishina qui réside aux États-Unis, et Yuliya Stepanova, en tant que lanceuse d'alerte, finalement exclue de la compétition par le CIO car contrôlée positive au dopage en 2013.
Le Koweït fait quant à lui l'objet d'une suspension par le CIO et ses sportifs concourent sous la bannière olympique au sein de la délégation des athlètes olympiques indépendants.
Les sportifs ci-dessous ont déclaré forfait à cause de l'épidémie d'infections à virus Zika en Amérique latine ou d'une blessure ou ont été suspendus pour dopage.

#### Athlétisme
Tous les athlètes russes sont suspendus pour dopage organisé, sauf Darya Klishina (saut en longueur).

#### Haltérophilie
Tous les athlètes russes sont suspendus pour dopage.
 Le kirghiz Izzat Artykov, médaillé de bronze dans la catégorie des - 69 kg, est le premier médaillé des JO. Contrôlé positif à la strychnine, il est exclu des Jeux.

#### Judo
Loïc Korval, champion d'Europe, n'ayant pas encore purgé sa suspension pour avoir manqué trois fois de suite à ses obligations de localisation, est exclu par l'Agence française de lutte contre le dopage.

#### Natation
Les Russes suspendus pour dopage sont :
- Nikita Lobintsev
- Mikhail Dovgalyuk
- Nataliya Lovtsova
- Daria Ustinova
- Anastasia Krapivina

### JO de 2024 à Paris
Athlétisme
- La perchiste Eleni-Klaoudia Polak (en) a été provisoirement suspendue à la suite d'un contrôle antidopage positif, après avoir été éliminée lors des épreuves de qualification[58].

#### Boxe
- La boxeuse Cynthia Temitayo Ogunsemilore est suspendu par l'ITA après l'analyse d'un échantillon révélant une présence anormale de furosémide[59]

#### Judo
- Le judoka irakien Sajjad Sehen, dans la catégorie des moins de 81 kilos est suspendu du fait qu'il a testé positif aux stéroïdes anabolisants lors d’un contrôle antidopage[60].

#### Volley-Ball
- La volleyeuse  Lisvel Eve Mejia est testée positive lors d'un contrôle antidopage de routine au furosémide[61]

## Jeux olympiques d'hiver
En 1967, le Comité international olympique commence à adopter des protocoles de dépistage des produits dopants. Il commence par effectuer des tests au hasard sur des athlètes lors des Jeux olympiques d'hiver de 1968.

### JO de 1968 à Grenoble
Les premiers contrôles antidopage avec des tests de féminité sont inclus dans le cahier des charges des Jeux à Grenoble.
86 contrôles ont été effectués. Aucun athlète ne fut contrôlé positif à l'occasion de ces jeux d'hiver de Grenoble.

### JO de 1972 Sapporo
211 contrôles ont été effectués. Le premier athlète des Jeux d'hiver à être testé positif pour une substance interdite est Alois Schloder, un joueur de hockey ouest-allemand.
| Nom            | Pays                 | Sport            | Substance bannie | Médailles retirées |
| -------------- | -------------------- | ---------------- | ---------------- | ------------------ |
| Alois Schloder | Allemagne de l'Ouest | Hockey sur glace | Éphédrine        |                    |

### JO de 1976 à Innsbruck
390 contrôles ont été effectués.
| Nom                | Pays             | Sport            | Substance bannie | Médailles retirées |
| ------------------ | ---------------- | ---------------- | ---------------- | ------------------ |
| Galina Kulakova    | Union soviétique | Ski de fond      | Éphédrine        | (5 km)             |
| František Pospíšil | Tchécoslovaquie  | Hockey sur glace | Codéine          |                    |

### JO de 1980 à Lake Placid
440 contrôles ont été effectués.
Aucun athlète ne fut contrôlé positif à l'occasion de ces jeux d'hiver de Lake Placid.

### JO de 1984 à Sarajevo
424 contrôles ont été effectués.
| Nom              | Pays     | Sport       | Substance bannie     | Médailles retirées |
| ---------------- | -------- | ----------- | -------------------- | ------------------ |
| Batsukh Purevjal | Mongolie | Ski de fond | Stéroïde anabolisant |                    |

### JO de 1988 à Calgary
492 contrôles ont été effectués.
| Nom                 | Pays    | Sport            | Substance bannie | Médailles retirées |
| ------------------- | ------- | ---------------- | ---------------- | ------------------ |
| Jaroslaw Morawiecki | Pologne | Hockey sur glace | Testostérone     |                    |

### JO de 1992 à Albertville
522 contrôles ont été effectués.
Aucun athlète ne fut contrôlé positif à l'occasion de ces jeux d'hiver d'Albertville.

### JO de 1994 à Lillehammer
499 contrôles ont été effectués.
Aucun athlète ne fut contrôlé positif à l'occasion de ces jeux d'hiver de Lillehammer.

### JO de 1998 à Nagano
621 contrôles ont été effectués.
Aucun athlète ne fut contrôlé positif à l'occasion de ces jeux d'hiver de Nagano.
Néanmoins, deux concurrents, le snowboardeur canadien Ross Rebagliati et un athlète dont ni le nom ni la discipline n'ont été révélés, ont été contrôlés positif au cannabis (psychotrope). Le premier s'est vu retirer sa médaille d'or. Il la récupère peu après, en appel, car le cannabis n'était pas formellement interdite par le Comité international olympique et le dossier du second a été classé sans suite en raison d'une incohérence des réglementations internationales concernant les cannabinoïdes.

### JO de 2002 à Salt Lake City
900 contrôles sanguins ont été effectués avant les compétitions pour détecter l'EPO (erythropoïetine) dans les épreuves d'endurance, du ski de fond au combiné nordique en passant par le biathlon et le patinage de vitesse a indiqué Doug Rollins, directeur du programme antidopage au sein du Comité organisateur des Jeux de Salt Lake City (SLOC).
| Nom             | Pays            | Sport            | Substance bannie                               | Médailles retirées                            |
| --------------- | --------------- | ---------------- | ---------------------------------------------- | --------------------------------------------- |
| Alain Baxter    | Grande-Bretagne | Ski alpin        | Méthamphétamine                                | (slalom)                                      |
| Olga Danilova   | Russie          | Ski de fond      | Érythropoïétine                                | (10 km poursuite), (10 km)                    |
| Larisa Lazutina | Russie          | Ski de fond      | Darbepoetin                                    | (30 km), (10 km), (15 km freestyle)           |
| Marc Mayer      | Autriche        | Ski de fond      | Possession de matériel de transfusion sanguine |                                               |
| Johann Mühlegg  | Espagne         | Ski de fond      | Darbepotine                                    | (50 km), (30 km freestyle), (20 km poursuite) |
| Vasily Pankov   | Biélorussie     | Hockey sur glace | Nandrolone                                     |                                               |
| Achim Walcher   | Autriche        | Ski de fond      | Possession de matériel de transfusion sanguine |                                               |

### JO de 2006 à Turin
Les Jeux de Turin sont marqués par le scandale des fondeurs et biathlètes autrichiens. À la suite d'informations obtenues par le CIO, les policiers italiens font une descente dans leur chalet, où ils découvrent un véritable laboratoire de transfusions sanguines. Six athlètes impliqués dans cette affaire sont sanctionnés (bannissement des JO, suspensions…).
| Nom              | Pays   | Sport    | Substance bannie | Médailles retirées |
| ---------------- | ------ | -------- | ---------------- | ------------------ |
| Olga Medvedtseva | Russie | Biathlon | Carphédon        | (15 km)            |

### JO de 2010 à Vancouver
Environ 2000 contrôles ont été effectués.
Exclusion avant les Jeux
| Nom                | Pays   | Sport       | Substance bannie | Médailles retirées | Détails |
| ------------------ | ------ | ----------- | ---------------- | ------------------ | ------- |
| Albina Akhatova    | Russie | Biathlon    | Érythropoïétine  |                    |         |
| Ekaterina Iourieva | Russie | Biathlon    | Érythropoïétine  |                    |         |
| Dmitriy Yaroshenko | Russie | Biathlon    | Érythropoïétine  |                    |         |
| Natalia Matveeva   | Russie | Ski de fond | Érythropoïétine  |                    |         |

Exclusion après les Jeux
| Nom               | Pays     | Sport                                                    | Substance bannie     | Médailles retirées | Détails                             |
| ----------------- | -------- | -------------------------------------------------------- | -------------------- | ------------------ | ----------------------------------- |
| Kornelia Kubińska | Pologne  | Ski de fond                                              | Érythropoïétine      |                    |                                     |
| Teja Gregorin     | Slovénie | Biathlon Sprint Poursuite Individuelle Mass Start Relais | GHRP-2 et Metabolite |                    | Ré-analyse des échantillons en 2017 |

### JO de 2014 à Sotchi
Pendant toute la durée des Jeux de Sotchi, le CIO a ainsi réalisé quelque 2 812 contrôles (2 186 contrôles d'urine et 626 tests sanguins), un record pour des Jeux Olympiques d’hiver.
| Nom                     | Pays      | Sport                                                           | Substance bannie     | Médailles retirées                                                                   | Détails |
| ----------------------- | --------- | --------------------------------------------------------------- | -------------------- | ------------------------------------------------------------------------------------ | --- |
| Nicklas Bäckström       | Suède     | Hockey sur glace                                                | Pseudoéphédrine      | Argent                                                                               | Attribuée en dépit de la violation des règles antidopage |
| Johannes Dürr           | Autriche  | Ski de fond                                                     | EPO,                 |                                                                                      | |
| Ralfs Freibergs         | Lettonie  | Hockey sur glace                                                | Stéroïde anabolisant |                                                                                      | |
| William Frullani        | Italie    | Bobsleigh                                                       | Méthylhexanamine     |                                                                                      | |
| Marina Lisogor          | Ukraine   | Ski de fond                                                     | Trimétazidine        |                                                                                      | |
| Aleksandr Loguinov      | Russie    | Biathlon                                                        | EPO                  |                                                                                      | Positif après que l'IBU ait re-testé l'échantillon du 26 novembre 2013. Tous les résultats à partir de cette date sont annulés.                                                                   |
| Irina Starykh           | Russie    | Biathlon                                                        | EPO                  |                                                                                      | Testée positive à l'EPO lors d'un test hors compétition effectué le 23 décembre 2013. Starykh a été bannie 2 ans.                                                                                 |
| Ekaterina Iourieva      | Russie    | Biathlon                                                        | EPO                  |                                                                                      | En janvier 2014, elle a de nouveau échoué à un test antidopage. Le 14 juillet 2014, Iourieva est disqualifiée pour huit ans et tous ses résultats obtenus après le 23 décembre 2013 sont annulés. |
| Vitalijs Pavlovs        | Lettonie  | Hockey sur glace                                                | Méthylhexanamine     |                                                                                      | |
| Evi Sachenbacher-Stehle | Allemagne | Biathlon                                                        | Méthylhexanamine     |                                                                                      | |
| Serhiy Sednev           | Ukraine   | Biathlon                                                        | EPO                  |                                                                                      | Positif après le test d'un nouvel échantillon du 22 janvier 2013. Tous les résultats à partir de cette date sont annulés.                                                                         |
| Daniel Zalewski         | Pologne   | Bobsleigh                                                       | Stimulant            |                                                                                      | |
| Alexander Legkov        | Russie    | Ski de fond 50 km libre 4 x 10 km Cross Country 30 km Skiathlon | Échantillon disparu  | Or (50 km libre) · Argent (4 x 10 km relais)                                         | Sanction imposée par le CIO en 2017 |
| Evgeniy Belov           | Russie    | Ski de fond                                                     | Échantillon disparu  |                                                                                      | Sanction imposée par le CIO en 2017 |
| Maksim Vylegzhanin      | Russie    | Ski de fond                                                     | Échantillon disparu  | Argent (50 km style libre) · Argent (Sprint par équipes) · Argent (Relais 4 x 10 km) | Sanction imposée par le CIO en 2017 |
| Evgenia Shapovalova     | Russie    | Ski de fond                                                     | Échantillon disparu  |                                                                                      | Sanction imposée par le CIO en 2017 |
| Alexei Petukhov         | Russie    | Ski de fond                                                     | Échantillon disparu  |                                                                                      | Sanction imposée par le CIO en 2017 |
| Yulia Ivanova           | Russie    | Ski de fond                                                     | Échantillon disparu  |                                                                                      | Sanction imposée par le CIO en 2017 |
| Aleksandr Tretyakov     | Russie    | Skeleton                                                        | Échantillon disparu  | Or                                                                                   | Sanction imposée par le CIO en 2017 |
| Elena Nikitina          | Russie    | Skeleton                                                        | Échantillon disparu  | Bronze                                                                               | Sanction imposée par le CIO en 2017 |
| Olga Potylitsina        | Russie    | Skeleton                                                        | Échantillon disparu  |                                                                                      | Sanction imposée par le CIO en 2017 |
| Maria Orlova            | Russie    | Skeleton                                                        | Échantillon disparu  |                                                                                      | Sanction imposée par le CIO en 2017 |
| Olga Stulneva           | Russie    | Bobsleigh                                                       | Échantillon disparu  |                                                                                      | Sanction imposée par le CIO en 2017 |
| Alexandr Zubkov         | Russie    | Bobsleigh (à deux et à quatre)                                  | Échantillon disparu  | Or · Or                                                                              | Sanction imposée par le CIO en 2017 |
| Olga Fatkulina          | Russie    | Patinage de vitesse                                             | Échantillon disparu  | Argent                                                                               | Sanction imposée par le CIO en 2017 |
| Aleksei Negodaylo       | Russie    | Bobsleigh                                                       | Échantillon disparu  | Or                                                                                   | Sanction imposée par le CIO en 2017 |
| Dmitry Trunenkov        | Russie    | Bobsleigh                                                       | Échantillon disparu  | Or                                                                                   | Sanction imposée par le CIO en 2017 |
| Olga Vilukhina          | Russie    | Biathlon                                                        | Échantillon disparu  | Argent · Argent                                                                      | Sanction imposée par le CIO en 2017 |
| Iana Romanova           | Russie    | Biathlon                                                        | Échantillon disparu  | Argent                                                                               | Sanction imposée par le CIO en 2017 |
| Sergey Chudinov         | Russie    | Skeleton                                                        | Échantillon disparu  |                                                                                      | Sanction imposée par le CIO en 2017 |
| Alexander Kasjanov      | Russie    | Bobsleigh (à deux et à quatre)                                  | Échantillon disparu  |                                                                                      | Sanction imposée par le CIO en 2017 |
| Aleksei Pushkarev       | Russie    | Bobsleigh                                                       | Échantillon disparu  |                                                                                      | Sanction imposée par le CIO en 2017 |
| Ilvir Huzin             | Russie    | Bobsleigh                                                       | Échantillon disparu  |                                                                                      | Sanction imposée par le CIO en 2017 |
| Yuliya Chekalyova       | Russie    | Biathlon                                                        | Échantillon disparu  |                                                                                      | Sanction imposée par le CIO en 2017 |
| Anastasia Dotsenko      | Russie    | Ski de fond                                                     | Échantillon disparu  |                                                                                      | Sanction imposée par le CIO en 2017 |
| Olga Zaitseva           | Russie    | Biathlon                                                        | Échantillon disparu  | Argent                                                                               | Sanction imposée par le CIO en 2017 |
| Inna Dyubanok           | Russie    | Hockey sur glace                                                | Échantillon disparu  |                                                                                      | Sanction imposée par le CIO en 2017 |
| Yekaterina Lebedeva     | Russie    | Hockey sur glace                                                | Échantillon disparu  |                                                                                      | Sanction imposée par le CIO en 2017 |
| Yekaterina Pashkevich   | Russie    | Hockey sur glace                                                | Échantillon disparu  |                                                                                      | Sanction imposée par le CIO en 2017 |
| Anna Shibanova          | Russie    | Hockey sur glace                                                | Échantillon disparu  |                                                                                      | Sanction imposée par le CIO en 2017 |
| Iekaterina Smolentseva  | Russie    | Hockey sur glace                                                | Échantillon disparu  |                                                                                      | Sanction imposée par le CIO en 2017 |
| Galina Skiba            | Russie    | Hockey sur glace                                                | Échantillon disparu  |                                                                                      | Sanction imposée par le CIO en 2017 |

### JO de 2018 à Pyeongchang
La Russie est officiellement exclue de cette édition des Jeux par décision du CIO à la suite de suspicions de dopage lors de l’édition précédente à Sotchi. Cependant, certains de ses athlètes, triés sur le volet et non soupçonnés de dopage, sont autorisés à participer au cas par cas en tant qu’« Athlètes olympiques de Russie ».
Durant les Jeux, plusieurs athlètes sont contrôlés positifs :
| Date            | Pays                    | Athlète                  | Discipline                           | Substance      | Sanction                          | Source  |
| --------------- | ----------------------- | ------------------------ | ------------------------------------ | -------------- | --------------------------------- | ------- |
| 13 février 2018 | Japon                   | Kei Saito                | Patinage de vitesse sur piste courte | Acétazolamide  | Suspension                        | [ 104 ] |
| 19 février 2018 | Athlète olympique russe | Aleksandr Krushelnitskiy | Curling                              | Meldonium      | Suspension et retrait de médaille | [ 105 ] |
| 20 février 2018 | Slovénie                | Žiga Jeglič              | Hockey sur glace                     | Fénotérol (en) | Suspension                        | [ 106 ] |
| 23 février 2018 | Athlète olympique russe | Nadezhda Sergeeva        | Bobsleigh                            | Trimétazidine  | Suspension                        | [ 107 ] |

### JO de 2022 à Pékin

#### Non-partant
Athlètes s'étant qualifiés pour les JO 2022, mais suspendus provisoirement avant la compétition :
| Nom                     | Pays | Sport     | Substance bannie                   | Médailles retirées | Détails                                                     |
| ----------------------- | ---- | --------- | ---------------------------------- | ------------------ | ----------------------------------------------------------- |
| Hossein Saveh-Shemshaki | Iran | Ski alpin | 4-Chlorodeshydrométhyltestostérone |                    | Exclu des JO 2022 après un test positif (hors compétition). |